# Osečnice
Osečnice är en ort i Tjeckien. Den ligger i den nordöstra delen av landet, 140 km öster om huvudstaden Prag. Osečnice ligger 546 meter över havet och antalet invånare är 286.
Terrängen runt Osečnice är kuperad åt nordost, men åt sydväst är den platt. Runt Osečnice är det glesbefolkat, med 11 invånare per kvadratkilometer. Närmaste större samhälle är Rychnov nad Kněžnou, 10,7 km söder om Osečnice. I omgivningarna runt Osečnice växer i huvudsak blandskog.